# Liste der Biografien/Thr
Liste der Biografien |
Portal Biografien |
Personensuche
# |
A |
B |
C |
D |
E |
F |
G |
H |
I |
J |
K |
L |
M |
N |
O |
P |
Q |
R |
S |
T |
U |
V |
W |
X |
Y |
Z |
?
 
Ta |
Tc |
Te |
Tf |
Tg |
Th |
Ti |
Tj |
Tk |
Tl |
Tm |
To |
Tq |
Tr |
Ts |
Tu |
Tv |
Tw |
Tx |
Ty |
Tz
 
Tha |
The |
Thi |
Thj |
Thn |
Tho |
Thr |
Thu |
Thw |
Thy
Die Liste der Biografien führt alle Personen auf, die in der deutschsprachigen Wikipedia einen Artikel haben. Dieses ist eine Teilliste mit 94 Einträgen von Personen, deren Namen mit den Buchstaben „Thr“ beginnt.

## Thr

### Thra
- Thraede, Klaus (1930–2013), deutscher Klassischer Philologe
- Thraemer, Eduard (1843–1916), deutschbaltischer Klassischer Philologe und Archäologe
- Thraen, Anton (1843–1902), deutscher Astronom
- Þráinn Bertelsson (* 1944), isländischer Autor, Filmemacher, Journalist und Politiker
- Thrakides, antiker griechischer Toreut
- Thrale, Hester (1741–1821), englische Autorin, Salonière und Kunstmäzenin
- Thrall, Nathan, US-amerikanischer Schriftsteller und Journalist
- Thrall, Pat, US-amerikanischer Rock-Gitarrist
- Thrall, Robert M. (1914–2006), US-amerikanischer Mathematiker
- Thrams, Beate (* 1962), deutsche Politikerin (PDS-LL), MdL
- Thrän, Daniela (* 1968), deutsche Ingenieurwissenschaftlerin und Professorin am Helmholtz-Zentrum für Umweltforschung
- Thrän, Ferdinand (1811–1870), deutscher Architekt, kommunaler Baubeamter und Münsterbaumeister in Ulm
- Thrän, Torsten (* 1977), deutscher Biathlet
- Thrändorf, Ernst (1851–1926), deutscher Reformpädagoge
- Thrane, Josephine (1820–1862), norwegische Lehrerin und Journalistin
- Thrane, Marcus (1817–1890), norwegischer Sozialist und Kopf der ersten norwegischen Arbeiterbewegung
- Thrane, Waldemar (1790–1828), norwegischer Komponist, Violinist und Dirigent
- Thräne, Walter (1926–1993), deutscher Nachrichtendienstler
- Thränert, Paul (1875–1960), deutscher Gewerkschafter
- Thränhardt, Carlo (* 1957), deutscher Leichtathlet
- Thränhardt, Dietrich (* 1941), deutscher Politikwissenschaftler
- Thränhardt, Ernst Adolph (1807–1880), deutscher Winzer, Rebenzüchter und Lokalpolitiker
- Thrap-Meyer, Henrik (1833–1910), norwegischer Architekt
- Thrasamund († 523), Herrscher der Vandalen und Alanen (496–523)
- Thrasarich, König der Gepiden
- Thraseas, Statthalter der Ptolemäer in Kilikien und in Koilesyrien und Phönizien
- Thraseas, Märtyrer und Heiliger
- Thrasher, Ed (1932–2006), US-amerikanischer Fotograf und Grafiker
- Thrasher, Frederic Milton (1892–1962), US-amerikanischer Soziologe und Kriminologe
- Thrasher, Larry (* 1959), US-amerikanischer Musiker
- Thrasher, Virginia (* 1997), US-amerikanische Sportschützin
- Thrasolt, Ernst (1878–1945), deutscher römisch-katholischer Priester und Schriftsteller
- Thrasyas aus Mantinea, griechischer Biologe und Botaniker (Rhizotom)
- Thrasyboulos von Milet, Herrscher (Tyrann) von Milet
- Thrasybulos († 388 v. Chr.), Feldherr von Athen
- Thrasybulos von Syrakus, Tyrann von Syrakus
- Thrasydaios, Mörder des Königs Euagoras I. von Salamis (Zypern)
- Thrasydaios von Akragas († 472 v. Chr.), Tyrann von Agrigent
- Thrasyllos († 36), antiker Philosoph und Astrologe
- Thrasyllos († 406 v. Chr.), athenischer Feldherr
- Thrasymachos, griechischer Philosoph und Rhetor
- Thrasyvoulou, Paraskeovulla (* 1994), zyprische Leichtathletin
- Thrax, griechischer Töpfer

### Thre
- Threadgill, Henry (* 1944), US-amerikanischer Jazzmusiker (Saxophon, Flöte, Komposition)
- Threadgill, Pyeng (* 1977), amerikanische Blues- und Jazzsängerin, Songwriterin
- Threapleton, Mia (* 2000), britische SchauspielerinMia Threapleton (* 2000)

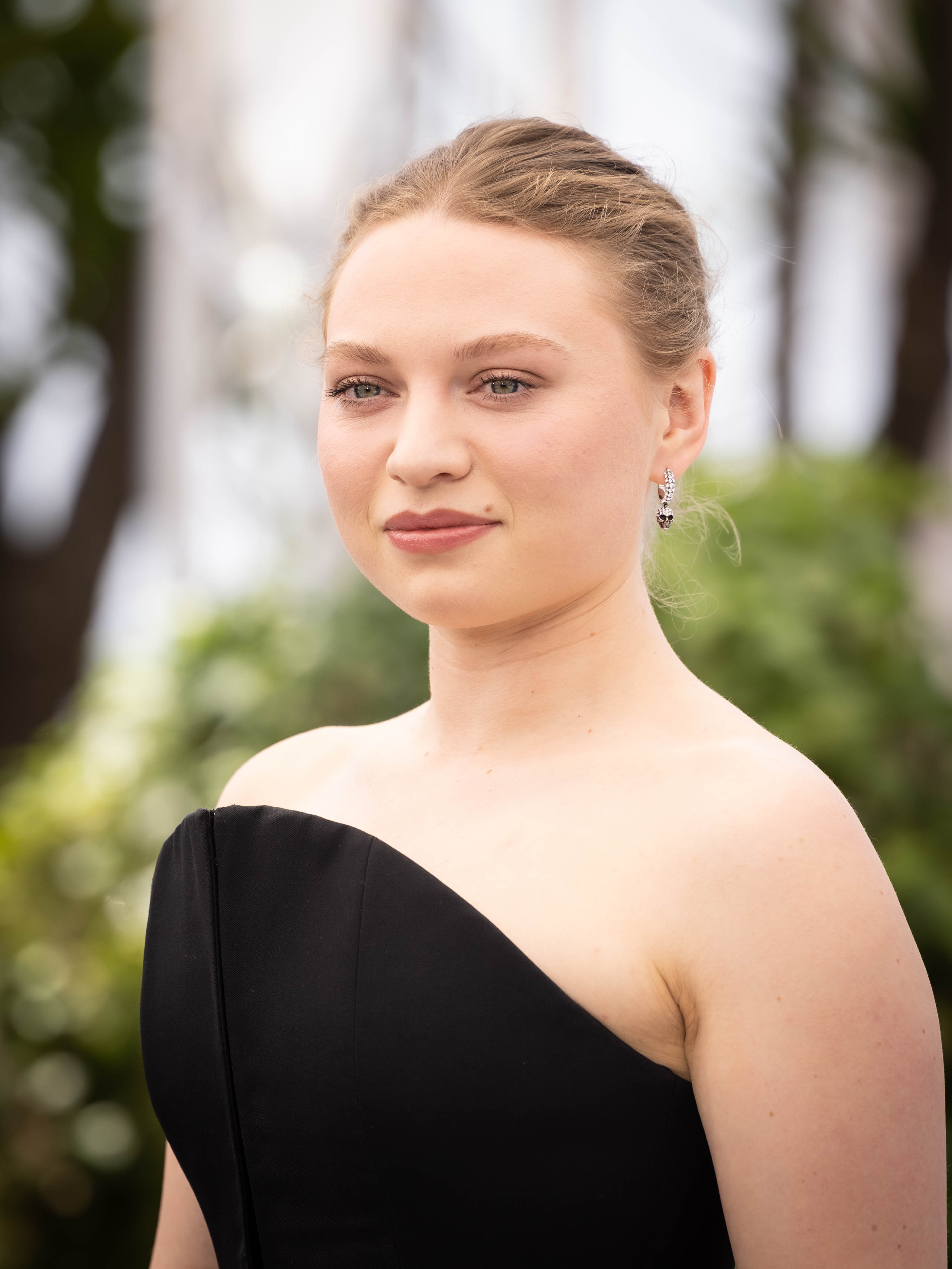
Mia Threapleton (* 2000)

- Threatt, Elizabeth (1926–1993), US-amerikanisches Model
- Thredgold, Gavin (* 1961), australischer Ruderer
- Threlfall, Bill (1925–2007), britischer Tenniskommentator und -spieler
- Threlfall, David (* 1953), britischer Film-, Fernseh- und Theaterschauspieler sowie RegisseurDavid Threlfall (* 1953)

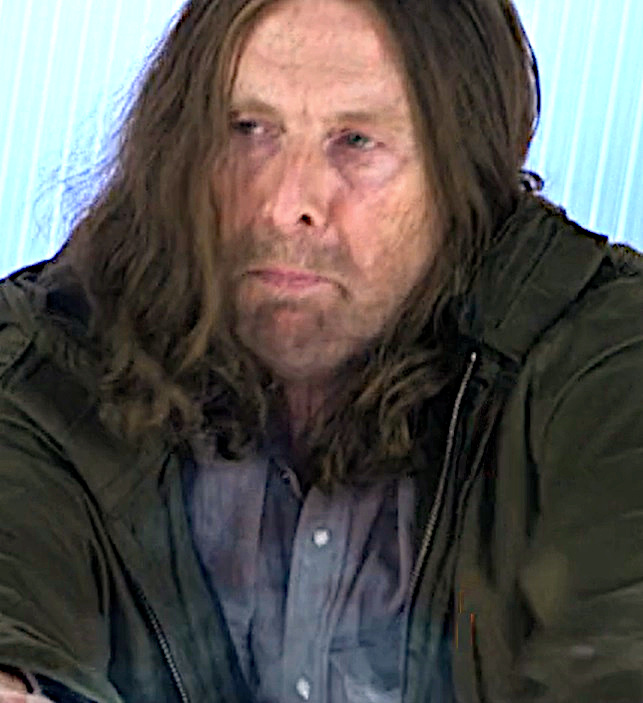
David Threlfall (* 1953)

- Threlfall, William (1888–1949), deutscher Mathematiker und Hochschullehrer
- Thren, Ernestine (1899–1981), deutsche Rotkreuzschwester
- Thren, Martin (* 1953), deutscher Forstwissenschaftler und Hochschullehrer
- Thren, Robert (1909–1995), deutscher Biologe und Arzneimittelforscher, Nationalpreisträger der DDR
- Threpsiadis, Ioannis (1907–1962), griechischer Klassischer Archäologe
- Thrett, Maggie (1946–2022), US-amerikanische Schauspielerin und Sängerin
- Threuter, Christina (* 1961), deutsche Kunsthistorikerin
- Threyne, Franz Andreas (1888–1965), deutscher Bildhauer

### Thri
- Thrier, Pascal (* 1984), Schweizer Fußballspieler
- Thrillseekers, The (* 1973), englischer Trance-DJ und -Produzent
- Thring, Frank (1926–1994), australischer Film- und Theaterschauspieler
- Thrinle Gyatsho († 1668), Lama der Gelug-Tradition des Buddhismus in Tibet, Regent
- Thrinle Gyatsho (1857–1875), zwölfter Dalai Lama
- Thrinle Lhündrub Chökyi Gyeltshen (1938–1989), tibetischer Buddhist, erhielt als Siebter den Titel Penchen Lama und gilt als zehnter Penchen Lama der Gelug-Tradition des tibetischen Buddhismus
- Thrinle Pelchor (* 1930), tibetischer Meditationsmeister
- Thrisong Detsen (742–796), König von Tibet (756–796)
- Thritthi Nonsrichai (* 1983), thailändischer Fußballspieler

### Thro
- Throckmorton, Elizabeth (1565–1647), Hofdame und Ehefrau Walter Raleighs
- Throckmorton, Francis (1554–1584), Verschwörer gegen Königin Elisabeth I.
- Throckmorton, James W. (1825–1894), US-amerikanischer Mediziner, Jurist und Politiker
- Throckmorton, John L. (1913–1986), US-amerikanischer Offizier, General der US Army
- Throckmorton, Nicholas († 1571), englischer Agent, Diplomat und Politiker
- Throckmorton, Peter (1928–1990), US-amerikanischer Autor und Unterwasserarchäologe
- Throll, Richard (1880–1961), deutscher Designer, Maler und Hochschullehrer
- Throll, Wolfgang (1930–2016), deutscher Politiker (CDU), MdL
- Throm, Alexander (* 1968), deutscher Rechtsanwalt und Politiker (CDU), MdB, Innenpolitischer Sprecher der CDU/CSU-BundestagsfraktionAlexander Throm (* 1968)

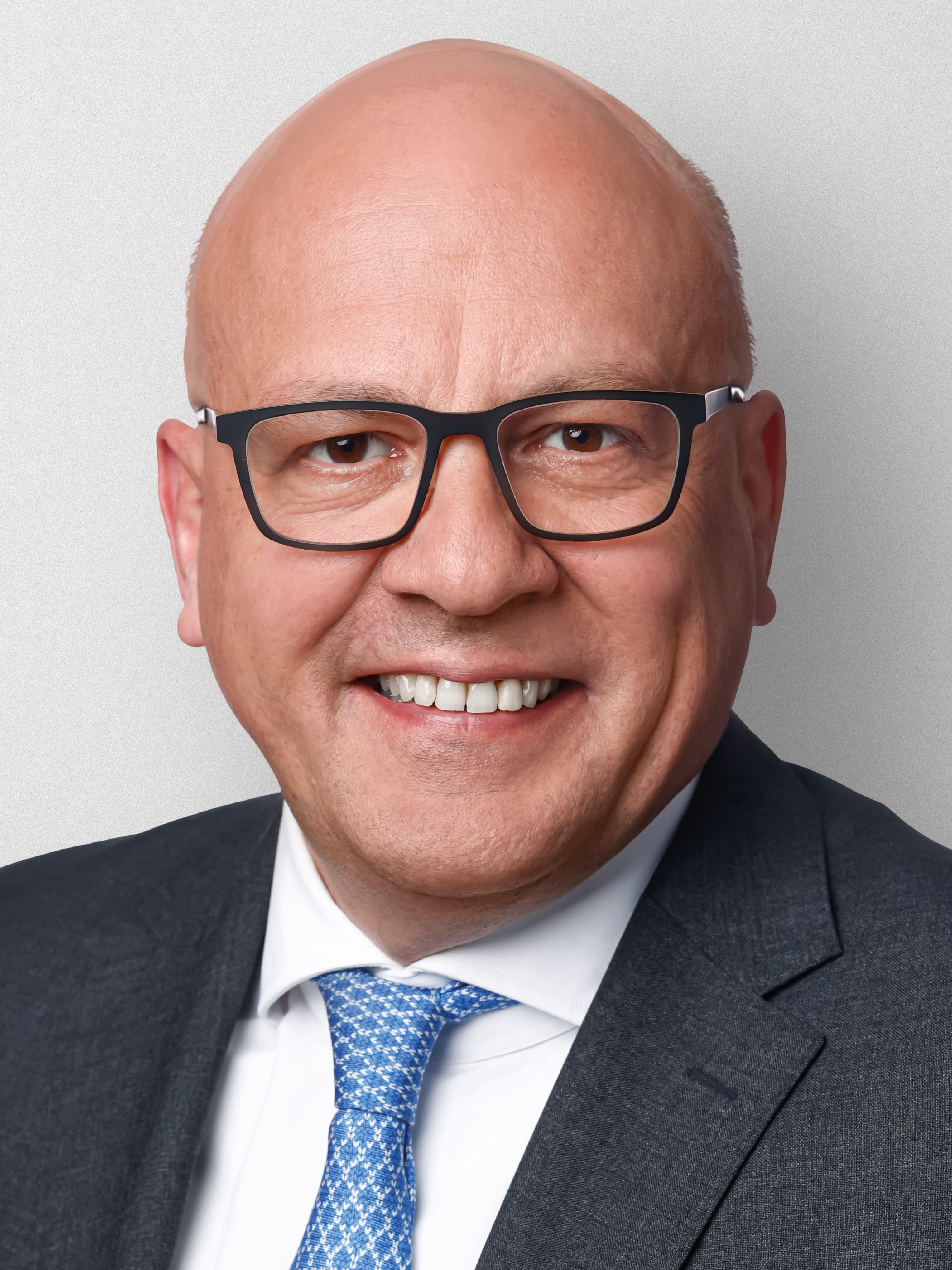
Alexander Throm (* 1968)

- Throm, Marcel (* 1979), deutscher Fußballspieler
- Throne, Malachi (1928–2013), US-amerikanischer Film- und Bühnenschauspieler
- Throne-Holst, Johan (1868–1946), norwegischer Industrieller und Politiker (Frisinnede Venstre)
- Thronicke, Soraya (* 1973), brasilianische Politikerin
- Throop, Enos T. (1784–1874), US-amerikanischer Politiker
- Throphu Tshülthrim Sherab (1173–1225), Übersetzer (Throphu-Kagyü-Schulrichtung) des tibetischen Buddhismus (Vajrayana)
- Thropp, Joseph Earlston (1847–1927), US-amerikanischer Politiker
- Throssell, Brianna (* 1996), australische Schwimmerin
- Þröstur Þórhallsson (* 1969), isländischer Schachspieler
- Throttle, australischer DJ und Producer
- Thrower, John David (* 1951), kanadischer Komponist
- Thrower, Norma (* 1936), australische Leichtathletin
- Thrower, Stephen (* 1963), englischer Musiker und Autor

### Thru
- Thrugotsen, Uffe († 1252), dänischer Erzbischof im Erzbistum Lund
- Thrum, Uwe (* 1974), deutscher Politiker (AfD), Landtagsabgeordneter
- Thrun, Sebastian (* 1967), deutscher InformatikerSebastian Thrun (* 1967)

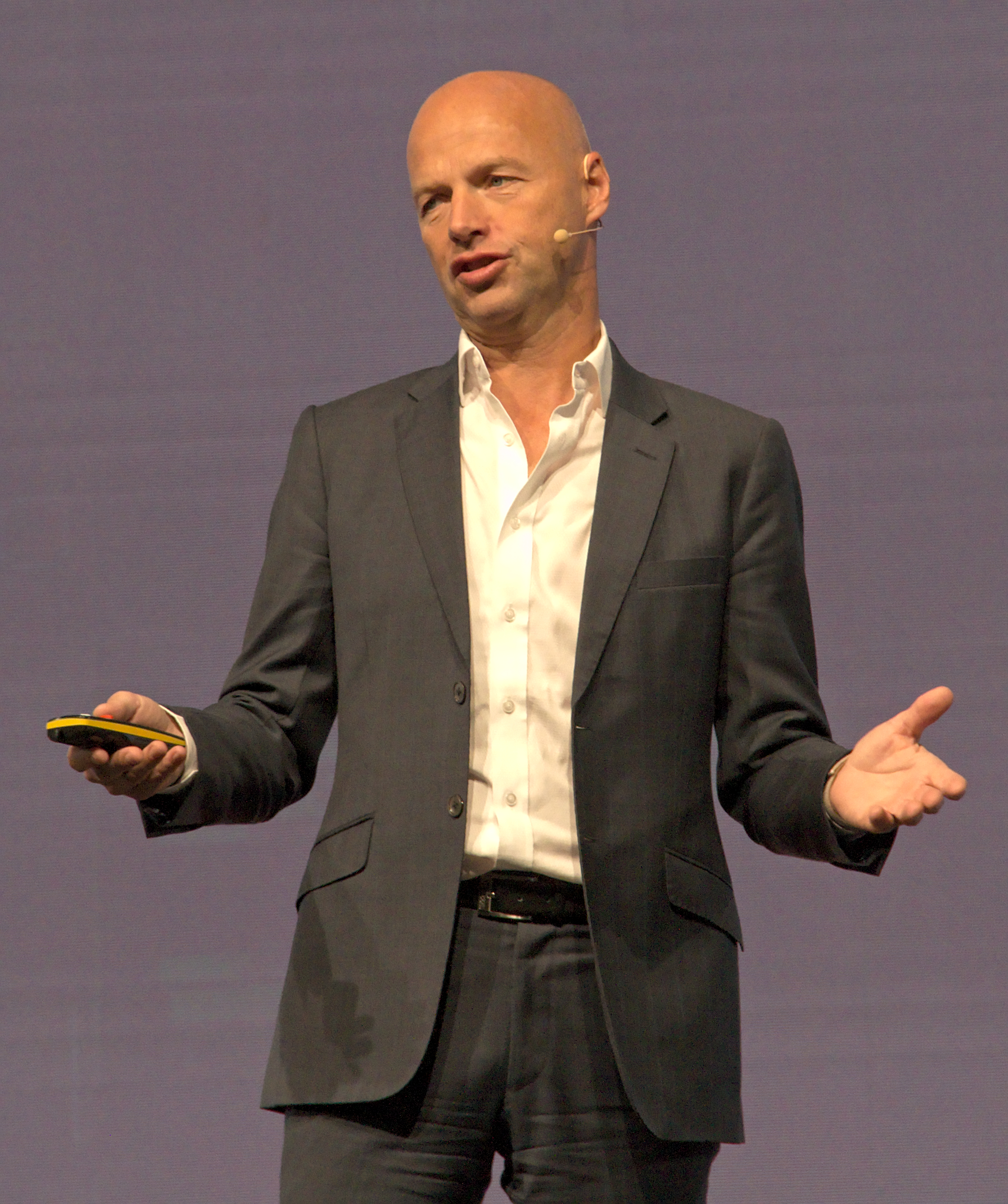
Sebastian Thrun (* 1967)

- Thrush, Michelle (* 1967), kanadische Schauspielerin
- Thruston, Buckner (1763–1845), US-amerikanischer Politiker